# 1036
Cette page concerne l'année 1036  du calendrier julien.
L'année 1036 est une année bissextile qui commence un jeudi.

## Événements
- Printemps : les armées de Magnus Ier, roi de Norvège, et de Knud le Hardi se rencontrent sur les rives du Göta älv. L'affrontement n'a pas lieu et un accord de paix est signé entre les deux rois au terme d'une conférence tenue dans une île à l'embouchure du fleuve[1].
- 13 juin : le calife Zahir meurt de la peste qui ravage l'Égypte. Début du règne de Al-Mustansir Billah (1029-1094), calife fatimide d'Égypte[2]. Âgé de six ans, il règne d’abord sous la régence de sa mère, dans un contexte de crise financière aiguë. Pendant les premières années de son règne, les crues du Nil ne sont ni trop hautes ni trop basses et la prospérité revient en Égypte. La paix est renouvelée entre la régente et l'empire byzantin[3].
- Automne : seconde expédition en Italie de Conrad II, empereur romain germanique ; il passe Noël à Vérone avant de marcher sur Milan (1037)[4].
- 10 novembre : consécration de la cathédrale de Mayence l'archevêque Bardo en présence de l'empereur Conrad II le Salique[5].

- Les fils d'Æthelred II d'Angleterre et d'Emma de Normandie, Alfred Aetheling et Édouard, échouent dans une tentative pour s'emparer du trône en Angleterre. Trahi par Godwin de Wessex, Alfred a les yeux crevés au château de Guildford et est enfermé dans le monastère d'Ely où il meurt, apparemment le 5 février 1037[6]. Son frère Édouard se réfugie en Normandie et Emma, accusée de trahison par Godwin, est exilée et se rend auprès de Baudouin IV de Flandre (1037-1040)[7]. Harold Pied de lièvre est reconnu régent en Angleterre par Knut III de Danemark, incapable d'intervenir[8]. Il devient roi en 1037.
- Le prince serbe de Dioclée Stefan Voislav, révolté contre la domination byzantine, est battu et fait prisonnier (fin en 1037)[9].
- Iaroslav le Sage devient seul souverain de la principauté de Kiev à la mort de son frère Mstislav[10].
- Dernier raid des Petchenègues en Russie. Ils sont écrasés devant Kiev par Iaroslav[10]. Chassé des steppes, ils se tournent de nouveau contre l’empire byzantin[11]. La victoire assure la paix pendant près de 25 ans, jusqu’à l’arrivée des Kiptchak, ou Coumans, que les Russes appellent Polovtsy.
- Création du diocèse de Iouriev (Kaniev), en Ukraine[12].
- Iaroslav installe son fils Vladimir, âgé de seize ans, comme prince de Novgorod[13]. Il nomme le lettré russe Luc Jidiata évêque de la ville[12].